# Petr Faldyna
Petr Faldyna (* 11. července 1976 Frýdlant nad Ostravicí) je bývalý český fotbalový útočník.

## Hráčská kariéra

### Nejvyšší soutěže
Odchovanec Frýdlantu nad Ostravicí a Válcoven plechu Frýdek-Místek nastoupil v nejvyšší soutěži za Opavu do 24 utkání, v nichž vstřelil 1 branku. Ve slovenské nejvyšší soutěži zasáhl do 32 zápasů a dal 2 branky.
První druholigové starty a gól si připsal v sezonách 1993/94 a 1994/95 za VP Frýdek-Místek, dalších 249 startů a 94 góly přidal v období 1997/98 – 2008/09 za VP Frýdek-Místek, FC SYNOT, SK LeRK Prostějov, 1. HFK Olomouc, FK Kunovice, SK Dynamo České Budějovice a FC Vysočina Jihlava.

### Nejlepší druholigový střelec
Celkem odehrál více než 250 druholigových zápasů a vstřelil v nich 95 branek, čímž je nejlepším střelcem v historii druhé ligy (od 1993/94 – 1. ročníku v éře samostatnosti; platné po konci sezony 2021/22).
Ve třech po sobě jdoucích ročnících byl nejlepším střelcem soutěže (2005/06 – 2007/08). Jeho tři trofeje pro nejlepšího střelce druhé ligy jsou rovněž rekordem. Dvěma vítězstvími se mohou pyšnit Patrik Holomek, Dani Chigou (Chigou se o jednu výhru podělil s dalšími dvěma střelci) a Jan Pázler, ostatní zatím nebyli kanonýry více než jednou.

### Nižší soutěže
Mezi muži debutoval v dresu „Lipiny“ v necelých sedmnácti letech na jaře 1993. Poslední ročník MSFL v rámci československých soutěží frýdecko-místečtí vyhráli a vrátili se po třech sezonách do druhé ligy. Od jara 1996 do konce sezony 2001/02 vstřelil v nejvyšší moravsko–slezské soutěži 21 branku.
V divizi (sk. E) hrál za Kopřivnici, Duklu Hranice a Slezan Frýdek Místek. Na jaře 2011 nastupoval v divizi (sk. D) za ČSK Uherský Brod.
Od roku 2012 je hráčem Nedachlebic na Uherskohradišťsku.
Od roku 2022 je trenérem přípravky v klubu Tělovýchovná jednota Slavoj Jarošov, sídlící v Uherském Hradišti.

### Ligová bilance
| Ročník                               | Zápasy | Góly | Minuty | Klub                        |
| ------------------------------------ | ------ | ---- | ------ | --------------------------- |
| MSFL 1992/93                         | –      | –    | –      | FK VP Frýdek-Místek         |
| II. liga 1993/94                     | –      | 0    | –      | FK VP Frýdek-Místek         |
| II. liga 1994/95                     | –      | 1    | –      | FK VP Frýdek-Místek         |
| MSFL 1995/96                         | –      | 1    | –      | TJ ŽD Bohumín               |
| II. liga 1997/98                     | 13     | 4    | –      | FK VP Frýdek-Místek         |
| II. liga 1998/99                     | 11     | 0    | –      | FK VP Frýdek-Místek         |
| MSFL 1998/99                         | –      | 2    | –      | TJ Biocel Vratimov          |
| II. liga 1999/00                     | 9      | 0    | –      | FK VP Frýdek-Místek         |
| II. liga 1999/00                     | 17     | 5    | –      | FC SYNOT                    |
| MSFL 2000/01                         | –      | 12   | –      | 1. FC Synot Staré Město „B“ |
| II. liga 2000/01                     | 14     | 1    | –      | SK LeRK Prostějov           |
| MSFL 2001/02                         | –      | 0    | –      | 1. FC Synot Staré Město „B“ |
| II. liga 2001/02                     | 8      | 0    | –      | 1. HFK Olomouc              |
| MSFL 2001/02                         | –      | 6    | –      | FK Kunovice                 |
| II. liga 2002/03                     | 29     | 12   | –      | FK Kunovice                 |
| II. liga 2003/04                     | 4      | 4    | –      | FK Kunovice                 |
| I. liga 2003/04                      | 24     | 1    | 960    | SFC Opava                   |
| II. liga 2004/05                     | 26     | 8    | –      | FK Kunovice                 |
| II. liga 2005/06                     | 15     | 13   | –      | FK Kunovice                 |
| II. liga 2005/06                     | 15     | 6    | –      | SK Dynamo ČB                |
| II. liga 2006/07                     | 30     | 15   | –      | FC Vysočina Jihlava         |
| II. liga 2007/08                     | 29     | 13   | –      | FC Vysočina Jihlava         |
| II. liga 2008/09                     | 29     | 13   | –      | FC Vysočina Jihlava         |
| I. slovenská liga 2009/10            | 19     | 2    | 1 376  | FK Senica                   |
| I. slovenská liga 2010/11            | 13     | 0    | 503    | FK Senica                   |
| CELKEM I. LIGA                       | 56     | 3    | 2 839  |                             |
| CELKEM II. LIGA                      | –      | 95   | –      |                             |
| CELKEM III. LIGA – MSFL (od 1993/94) | –      | 21   | –      |                             |